# Shooting Dogs
Shooting Dogs är en tysk-brittisk film från 2005 som handlar om folkmordet i Rwanda 1994. 

## Handling
Filmen handlar om Ecole technique officielle (ETO) en teknisk högskola i Kigali. Vid denna skola kom FN att ha en postering, och vid folkmordets inledning flydde många tutsier hit, för att hitta en fristad från slaktandet ute på gatorna. Prästen Christopher, spelad av John Hurt försöker in i det sista rädda dessa människor från total massaker. Genom att till slut offra sig själv lyckas han rädda några enstaka barn. FN hade bakbundna händer, fick inte ingripa utan bara stå och se på hur slakten inleddes.

## Om filmen
Filmen är inspelad i Godalming och Kigali. Den visades första gången den 12 maj 2005 vid Filmfestivalen i Cannes och hade svensk premiär den 28 april 2006.

## Rollista
- John Hurt - Christopher
- Hugh Dancy - Joe Connor
- Dominique Horwitz - kapten Charles Delon
- Louis Mahoney - Sibomana
- Nicola Walker - Rachel
- Steve Toussaint - Roland
- David Gyasi - François
- Susan Nalwoga - Edda
- Victor Power - Julius
- Jack Pierce - Mark
- Musa Kasonka Jr. - Boniface
- Kizito Ssentamu Kayiira - Pierre
- Clare-Hope Ashitey - Marie

## Musik i filmen
- Nyirigira
- Baptism Song
- Afrika obota
- Nari mw'isi
- Dufite imana ikomeye cyana
- Jesu, Lover of My Soul, musik av Sir Charles Hubert Hastings Parry, text av Charles Wesley

## Utmärkelser
- 2006 - Heartland Film Festival, stora priset för dramatisk framställning